# Maliwaa
Maliwaa is een bestuurslaag in het regentschap Nias van de provincie Noord-Sumatra, Indonesië. Maliwaa telt 3450 inwoners (volkstelling 2010).